# مهاجران
مهاجران هي مدينة في مقاطعة شازند، إيران. عدد سكان هذه المدينة هو 20,346 في سنة 2016.